# Mörttjärnet (Ny socken, Värmland, 663658-131377)
Mörttjärnet är en sjö i Arvika kommun och Eda kommun i Värmland och ingår i Göta älvs huvudavrinningsområde. Sjön har en area på 0,178 kvadratkilometer och ligger 148,5 meter över havet.

## Delavrinningsområde
Mörttjärnet ingår i det delavrinningsområde (663517-131353) som SMHI kallar för Mynnar i Nysockensjön. Medelhöjden är 161 meter över havet och ytan är 16,14 kvadratkilometer. Det finns ett avrinningsområde uppströms, och räknas det in blir den ackumulerade arean 22,72 kvadratkilometer. Öjenäsbäcken som avvattnar avrinningsområdet har biflödesordning 3, vilket innebär att vattnet flödar genom totalt 3 vattendrag innan det når havet efter 282 kilometer. Avrinningsområdet består mestadels av skog (83 procent). Avrinningsområdet har 0,58 kvadratkilometer vattenytor vilket ger det en sjöprocent på 3,6 procent.